# Janez Kajzer
Janez Kajzer, slovenski pisatelj, prevajalec, novinar in urednik, * 21. januar 1938, Vižmarje pri Ljubljani.

## Življenje
Gimnazijo je obiskoval v Šentvidu pri Ljubljani. Po končani gimnaziji se je zaposlil kot novinar pri reviji Mladina, nato pa je postal urednik pri založbi Borec in Prešernovi družbi. Od leta 1989 do 1993, je urejal revijo Srce in oko. Po odhodu iz Prešernove družbe je postal samostojni književnik.
Je tudi urednik zbirke Pričevanje, ki opisuje življenje Slovencev na Avstrijskem, spodnjem Štajerskem in v Istri v drugi polovici 19. stoletja.
Poročen je s pisateljico Marjeto Novak Kajzer.

## Delo
Že zelo zgodaj je pokazal nagnjenje do ustvarjanja. Pri štirinajstih letih je izdal humoristični list Sovir, v sedmem razredu gimnazije pa je sodeloval v šolskem literarnem krožku in v glasilu Utripi.
Prva knjiga, s katero se je leta 1960 predstavil javnosti, je bila zbirka črtic z naslovom Mimo dnevnega načrta. Kritiki so jo sprejeli z naklonjenostjo in z navdušenjem. Bralcem je odpirala svet mladih na način, ki ga pred Kajzerjem ni uporabil še nihče. V delih so zajete predvsem njegove Življenjske izkušnje, v njih se skrivajo doživetja, spoznanja in izkušnje iz časov, ko je obiskoval gimnazijo v Šentvidu.
Veliko člankov in zapisov je objavljenih v številnih revijah in časopisih, pri katerih je sodeloval kot redni novinar, urednik ali pa priložnostni dopisnik.

## Nagrade
- Levstikova nagrada
- Nagrada revije Sodobnost za najboljšo kratko zgodbo (2005)